# 头条问答
头条问答是由字节跳动於2016年創立的一個問答社區。

## 歷史
悟空问答成立於2016年，最初名為头条问答，是今日頭條的一部分，業務劃歸同年字节跳动成立的UGC事业线管理。
2017年6月26日，头条问答更名为悟空问答，并上线独立APP和網站。成立初期字節跳動對悟空問答寄予厚望，並且重金邀請知乎上的熱門答主離開知乎轉戰悟空問答。悟空問答推出後用戶規模和流量始終無法與另一問答社區知乎匹敵，加之今日頭條其他产品抖音、火山小视频、西瓜视频等較為熱門，今日頭條開始不再對悟空問答重點發展。
2018年7月初，悟空问答運作團隊被并入到微头条。
2021年1月20日起，決定將悟空问答App从各大应用商店下线，2月3日起停止运营。今日头条中則恢復最初設立的头条问答作為解決方案。